# 올 파커
올리버 "올" 파커(영어: Oliver "Ol" Parker, 1969년 ~ )는 잉글랜드의 각본가, 영화 감독이다. 연출한 작품으로는 《너와 나를 상상해봐》(Imagine Me & You, 2005), 《나우 이즈 굿》(2012)이 있다. 각본을 쓴 작품으로는 《베스트 엑조틱 메리골드 호텔》(2011)과 그 속편 《베스트 엑조틱 메리골드 호텔 2》(2015)가 있다. 아내는 유명 배우 탠디 뉴턴이다.

## 출연 작품
- 맘마미아!2 (2018)
- 베스트 엑조틱 메리골드 호텔 2 (2015)
- 나우 이즈 굿 (2012)
- 베스트 엑조틱 메리골드 호텔 (2012)
- 이매진 미 앤 유 (2005)
- 러브드 업 (1995)